# Erste Liga (Kasachstan) 1999
Die Erste Liga 1999 war die fünfte Spielzeit der zweithöchsten kasachischen Spielklasse im Fußball der Männer.

## Modus
Die acht Mannschaften spielten in zwei Gruppen zu je vier Teams. Die jeweils besten zwei qualifizierten sich für die Endrunde. Aufsteiger gab es in dieser Spielzeit nicht.

## Vorrunde

### Gruppe A
| Pl. | Verein                      | Sp. | S | U | N | Tore    | Diff. | Punkte |
| --- | --------------------------- | --- | - | - | - | ------- | ----- | ------ |
| 1.  | Keden Schymkent             | 3   | 1 | 2 | 0 | 004:300 | +1    | 05     |
| 2.  | FK Batys Oral (A)           | 3   | 1 | 2 | 0 | 003:200 | +1    | 05     |
| 3.  | Ispat Qaraghandy            | 3   | 1 | 1 | 1 | 003:300 | ±0    | 04     |
| 4.  | Nascha Kampanija Astana (A) | 3   | 0 | 1 | 2 | 002:400 | −2    | 01     |

Platzierungskriterien: 1. Punkte – 2. Siege – 3. Direkter Vergleich (Punkte, Tordifferenz, geschossene Tore) – 4. Tordifferenz – 5. geschossene Tore
| (A) | Absteiger aus der Obersten Liga 1998 |

### Gruppe B
| Pl. | Verein             | Sp. | S | U | N | Tore    | Diff. | Punkte |
| --- | ------------------ | --- | - | - | - | ------- | ----- | ------ |
| 1.  | Köksche Kökschetau | 3   | 2 | 1 | 0 | 005:100 | +4    | 07     |
| 2.  | Dinamo Schymkent   | 3   | 2 | 1 | 0 | 006:300 | +3    | 07     |
| 3.  | RGSO Qaraghandy    | 3   | 1 | 0 | 2 | 004:400 | ±0    | 03     |
| 4.  | FK Aqtau           | 3   | 0 | 0 | 3 | 002:900 | −7    | 0      |

Platzierungskriterien: 1. Punkte – 2. Siege – 3. Direkter Vergleich (Punkte, Tordifferenz, geschossene Tore) – 4. Tordifferenz – 5. geschossene Tore

## Endrunde
| Pl. | Verein             | Sp. | S | U | N | Tore    | Diff. | Punkte |
| --- | ------------------ | --- | - | - | - | ------- | ----- | ------ |
| 1.  | Dinamo Schymkent   | 3   | 1 | 2 | 0 | 002:100 | +1    | 05     |
| 2.  | Keden Schymkent    | 3   | 1 | 2 | 0 | 001:000 | +1    | 05     |
| 3.  | Köksche Kökschetau | 3   | 1 | 1 | 1 | 003:300 | ±0    | 04     |
| 4.  | FK Batys Oral (A)  | 3   | 0 | 1 | 2 | 001:300 | −2    | 01     |

Platzierungskriterien: 1. Punkte – 2. Siege – 3. Direkter Vergleich (Punkte, Tordifferenz, geschossene Tore) – 4. Tordifferenz – 5. geschossene Tore
| (A) | Absteiger aus der Obersten Liga 1998 |

### Entscheidungsspiel
|                  | Ergebnis |                 |
| ---------------- | -------- | --------------- |
| Dinamo Schymkent | 2:1      | Keden Schymkent |